# Bruno Cresci
Bruno Cresci (Parma, 1º aprile 1909 – ...) è stato un calciatore italiano, di ruolo mediano.

## Carriera
Ha giocato quasi tutta la sua carriera nel Parma, con 170 partite e 5 reti; le uniche parentesi, tra il 1931 e il 1933, lo vedono vesitre le maglie di con Modena e Cremonese.

## Palmarès

### Club

#### Competizioni nazionali
- Prima Divisione: 1

Parma: 1933-1934